# Piero Amerio
Piero Amerio (Torino, 22 marzo 1934) è uno psicologo italiano, professore emerito presso l'Università degli Studi di Torino, già membro del Consiglio Italiano per le Scienze Sociali e past-presidente della Società Italiana di Psicologia di Comunità.

## Biografia
Dopo aver conseguito il proprio dottorato di ricerca in psicologia sociale presso l’Università di Parigi e la libera docenza e poi l’ordinariato in Italia, ha proseguito la sua attività accademica come professore ordinario di psicologia sociale e di psicologia di comunità presso l’Università di Torino, ricoprendo vari incarichi accademici tra i quali quello di direttore del Dipartimento di psicologia dello stesso Ateneo piemontese.
Con i suoi lavori sui fondamenti teorico-metodologici della disciplina ha contribuito al nuovo assetto scientifico ed istituzionale assunto dalla psicologia sociale europea dopo il 1970, anche come condirettore delle riviste Psicologie e Société, Psicologia Sociale e Giornale Italiano di Psicologia, Psicologia di comunità. In particolare la sua attività di ricerca si è indirizzata alla dissonanza cognitiva, ai piccoli gruppi, alla teoria dell’azione nel dominio pratico, alla sicurezza individuale e sociale, sviluppando poi la Psicologia di Comunità che, operando tra “clinica e politica”, ha innovato l’approccio ai problemi umani sul piano delle ricerca e dell’intervento. Nel 1996 gli è stato conferito a Montréal il Premio alla Carriera dalla Association Internationale pour la Diffusion de la Recherche en Psychologie Sociale.
È attualmente Professore emerito di Psicologia Sociale presso l’Università di Torino, Membro onorario dell Association Internationale pour la Diffusion de la Recherche en Psychologie Sociale (ADRIPS), Socio onorario dell’Associazione Italiana di Psicologia, Socio onorario della Società Italiana di Psicologia di Comunità.
Al di là della carriera universitaria si è occupato da sempre di problematiche sociali anche come consigliere comunale della Città di Torino dal 1993 al 1997, di cui è attualmente consigliere emerito.
Accanto all’attività di psicologo si è collocato l’interesse per la poesia che si è tradotto in pubblicazioni su riviste quali Rendiconti (diretta da Roberto Roversi) e La Città (diretta da Ugo Pirro) ed infine nei due volumi Veglia nell’età con paesaggi (Napoli, Magma ed.1999), con prefazione di Giorgio Ficara, e Altre parole (Torino, Nino Aragno editore, 2016), con due saggi critici di Gian Luigi Beccaria e di Gianfranco Gianotti, pubblicati sulla rivista L’escalina (V, 2, 2016).
I suoi interessi estetici e la passione per le rose botaniche ed antiche lo hanno guidato nella realizzazione del Roseto della Sorpresa, presso Castell'Alfero, il quale, per l’importanza delle sue collezioni e del suo contesto paesaggistico, è stato inserito nell'Elenco ufficiale dei giardini storici di interesse botanico dalla Regione Piemonte. Per l’attività svolta in favore della valorizzazione culturale del territorio, l'Osservatorio del paesaggio per il Monferrato e l’Astigiano gli ha conferito, nel 2010, il titolo di Alfiere del paesaggio.  Alle rose ha dedicato anche, nel 2010, il volume Storie di rose antiche, con prefazione di Ernesto Ferrero.

## Pubblicazioni principali
- Piero Amerio, Borgogno Franco, Introduzione alla psicologia dei piccoli gruppi: teoria, sperimentazione clinica, Torino, Giappichelli, 1975.
- Piero Amerio, Bosotti Ellenis e Amione Franca, La dissonanza cognitiva, Torino, Giappichelli, 1978.
- Piero Amerio, Mente e società nella ricerca psicologica, Torino, Book Store, 1980 (con G. P. Quaglino).
- Piero Amerio, Il gruppo: realtà e rappresentazione sociale, Torino, Book Store, 1980 (con G. P. Quaglino).
- Piero Amerio, Teorie in psicologia sociale, Bologna, Il Mulino, 1982.
- Piero Amerio, Gruppi di adolescenti e processi di socializzazione, Bologna, Il Mulino, 1990.
- Piero Amerio, Fondamenti teorici di psicologia sociale, Bologna, Il Mulino, 1995.
- Piero Amerio, Forme di solidarietà e linguaggi della politica. Seminari di psicologia sociale e di comunità, Torino, Bollati Boringhieri, 1996.
- Piero Amerio, Il senso della sicurezza, Milano, Unicopli, 1999.
- Piero Amerio, Veglia nell’età con paesaggi, Napoli, Magma ed.1999.
- Piero Amerio, Psicologia di comunità, Bologna, Il Mulino, 2000.
- Piero Amerio, Problemi umani in comunità di massa. Una psicologia tra clinica e politica, Torino, Einaudi, 2004.
- Piero Amerio (sous la direction de), Sentiment d’insécurité et pensée sociale, « Psychologie et Société », 7, 2004.
- Piero Amerio, Una comunità aperta e pluralistica e un compito per la psicologia di comunità, in «Psicologia di Comunità »,1, 2005, 15-30.
- Piero Amerio, Fondamenti di Psicologia Sociale, Bologna, Il Mulino, 2007, ISBN 9788815119636.
- Piero Amerio, The social psychology in the practical domain, in « International Journal of Critical Psychology », 20, 2007, 20-40.
- Piero Amerio, Giovani al lavoro. Significati, prospettive e asprirazioni, Bologna, Il Mulino, 2009.
- Piero Amerio, Storie di rose antiche, Medusa edizioni, 2010.
- Piero Amerio, L'altro necessario. Contro la solitudine della società moderna, Bologna, Il Mulino, 2013.
- Piero Amerio, Altre parole, Torino, Nino Aragno editore, 2016.
- Piero Amerio, Vivere insieme. Comunità e relazione nella società globale, Bologna, Il Mulino, 2017.